# Amine Erbati
El Amine Erbate (Castillejos, región Tánger-Tetuán, Marruecos, 1 de julio de 1981) es un exfutbolista marroquí. Jugaba de defensa y su primer equipo fue Raja Casablanca. Debutó en la Liga francesa con el Olympique de Marsella. En la temporada 2009/2010 fue fichado por el Mogreb Atlético Tetuán, donde volvió a jugar en la Botola y su último equipo fue el Raja Casablanca de Marruecos.

## Selección nacional
Fue internacional en 41 ocasiones con la Selección de fútbol de Marruecos.

## Clubes
| Club                  | País                   | Año       |
| --------------------- | ---------------------- | --------- |
| Raja Casablanca       | Marruecos              | 2000-2004 |
| Al Ahly Tripoli       | Libia                  | 2004-2006 |
| Raja Casablanca       | Marruecos              | 2006-2007 |
| Qatar Sports Club     | Catar                  | 2007-2007 |
| Al Dhafra Club        | Emiratos Árabes Unidos | 2008-2008 |
| Olympique de Marsella | Francia                | 2008      |
| Al-Wahda Club         | Emiratos Árabes Unidos | 2009-2010 |
| Moghreb de Tétouan    | Marruecos              | 2010-2011 |
| AC Arlés              | Francia                | 2011      |
| Raja Casablanca       | Marruecos              | 2011-2013 |